# Hyères Football Club
Lo Hyères Football Club è una società calcistica di Hyères, Francia. Milita nel Championnat de France amateur, quarta divisione del campionato francese di calcio.

## Storia
La società è stata fondata nel 1912 da Barthélémy Perruc. Ottiene licenza professionistica nel luglio 1932 e partecipa nello stesso anno al primo campionato francese, chiudendo però con una retrocessione. Causa problemi finanziari, abbandona il professionismo nel 1934.
Attualmente lo Hyères milita nel Championnat National, dopo aver vinto il proprio girone CFA nel 2009.
Nel 2021, prende l'incarico di direttore sportivo, ex giocatore professionistico Nicolas Anelka, dopo aver abbandonato il ruolo di vice allenatore nella squadra LOSC Lille.

## Palmarès
- Championnat de France amateur: 2009
- Championnat de France amateur 2: 1950, 2007
- Division d'Honneur Sud-Est: 1949
- Division d'Honneur Méditerranée: 1960, 1964